# Fabrizio del Monte
Fabrizio del Monte (ur. 5 grudnia 1980 roku w Latinie) – włoski kierowca wyścigowy. 

## Kariera
Po zakończeniu startów we włoskiej Formule Renault, Fabrizio awansował w sezonie 2001 do Niemieckiej Formuły 3. Kolejnym krokiem w karierze Włocha była Europejska Formuła 3000, w której startując przez trzy lata, dwukrotnie sięgnął po tytuł wicemistrzowski.
W następnym sezonie spróbował swych sił w amerykańskiej serii Champ Car w zespole Jensen Motorsport. Po zaledwie jednym wyścigu (16. miejsce), w wyniku wycofania się tej stajni, Del Monte był zmuszony zakończyć działalność w tym serialu. Wówczas powrócił do Euroserii, gdzie wystąpił w trzech pierwszych rundach. Mimo nie uczestnictwa we wszystkich wyścigach, zajął bardzo wysokie, 8. miejsce w klasyfikacji generalnej. Za ocean wrócił na przedostatnią eliminację sezonu, w zastępstwie Szweda, Björna Wirdheima, w ekipie HVM Racing. Z powodu kolizji, wyścig zakończył przedwcześnie. Dzięki dużemu budżetowi, Del Monte został kierowcą testowym rosyjskiej stajni F1 – Midland – w sezonie 2006.
W sezonie 2008 ścigał się w serii wyścigów samochodów sportowych – FIA GT – w zespole Kessel Racing. Rok później przeniósł się do International GT Open.